# Перелесок (Житомирская область)
Перелесок (укр. Перелісок) — село, входит в Новоград-Волынский район Житомирской области Украины.
Население по переписи 2001 года составляло 35 человек. Почтовый индекс — 11714. Телефонный код — 4141. Занимает площадь 0,312 км².
18 марта 2010 г. преобразован из посёлка в село.

## Местный совет
11747, Житомирська обл., Новоград-Волинський р-н, с. Лучиця